# Dipodium freycinetioides
Dipodium freycinetioides är en orkidéart som beskrevs av Noriaki Fukuyama. Dipodium freycinetioides ingår i släktet Dipodium och familjen orkidéer. Inga underarter finns listade i Catalogue of Life.